# Så länge skutan kan gå
Vals på Karibien är en visa med text och musik av Evert Taube. Den är mer känd som Så länge skutan kan gå, hämtat från den första textraden. Sången publicerades först separat och därefter i vissamlingen Så länge skutan kan gå 1963.
Så länge skutan kan gå är en av Taubes senare visor. Den sjöngs första gången på Berns den 2 november 1960 av Max Hansen som uppgav att han fått den dagen före av Evert Taube. Taube spelade själv in visan på grammofon den 15 december 1960.
Visan skrevs ursprungligen på 1950-talet till en film som aldrig blev inspelad och skulle handlat om en resa till Karibien. Under slutet av 1950-talet samarbetade Taube flitigt med tonsättaren och arrangören Gunnar Hahn som framför allt bistod Taube med arrangemang och goda råd. Då Taube visade Hahn "Så länge skutan kan gå" och spelade upp den muntra sjömansvals han komponerat ansåg Hahn att musiken var för banal och att texten förtjänade ett bättre ackompanjemang. Vid ett möte på Gyldene Freden tillkom därefter den slutgiltiga version som med smärre ändringar ur-uppfördes av Max Hansen.
Texten är till det yttre en enkel sjömansvisa, men rymmer de stora livsfrågorna om livets mening. Musiken har karaktärsbeteckningen ”lugnt valstempo” och har en traditionell tredelad visform (A-B-A-coda) där A-delen går i a-moll och B-delen i medianttonarten F-dur. 
Nämnas kan också att Evert Taube gör en allusion till Hemingway, då orden ”klockan klämtar för dig” ingår i texten. 
Skivbolaget Så länge skutan kan gå records har tagit sitt namn från sången.

## Källhänvisningar
1. ↑  "Vals på Kariben". Visarkiv.se. Läst 5 mars 2015.
2. ↑  "Så länge skutan kan gå (Vals i Karibien)". Fono.fi. Läst 4 mars 2015.
3. ↑  "Evert Taube 1960-1966". SMDb. Läst 5 mars 2015.
4. ↑  Taube, Evert; Taube Sven-Bertil, Jungstedt Kurt (1994). Så länge skutan kan gå – sextionio visor och en dikt ([Ny uppl.]). Stockholm: Bonnier. Libris 7149119. ISBN 91-0-055745-5 (inb.)
5. ↑  Ericson, Uno Myggan (1993). Nöjeslexikon, band 13. Höganäs: Bokförlaget Bra Böcker. sid. 239. ISBN 91-7752-274-5
6. 1 2  Timm, Mikael (1998). Evert Taube: livet som konst, konsten som liv. Stockholm: Bonnier. Libris 7149301. ISBN 91-0-055971-7 (inb.)
7. ↑  "Intervju med Martin Inghardt om Canary Islands och Så Länge Skutan Kan Gå Records"